# 12 de Octubre Football Club
12 de Octubre Football Club é um clube de futebol paraguaio da cidade de Itauguá, fundado em 1914. Conseguiu seu acesso à primeira divisão do país em 1997. Em 2002 quase chegou a conquistar o torneio Apertura do Campeonato Paraguaio, mas no final perderam para o Club Libertad. Participou da Taça Libertadores da América de 2002.

## Títulos
- Campeonato Paraguaio (segunda divisão): 1997 (Intermedia)
- Títulos Regionais (Liga de Itauguá): 1924, 1926, 1927, 1977, 1980, 1983, 1985, 1986, 1987, 1988, 1989, 1991, 1993, 1995